# هيثم منعوت
هيثم منعوت، ولد في 18 أبريل 2004 في الجديدة (المغرب)، وهو لاعب كرة قدم مغربي يلعب في مركز الدفاع في نادي الإتحاد الرياضي التوركي، وفاز مع المنتخب الأولمبي  المغربي بالميدالية البرونزية في الألعاب الأولمبية 2024

## سيرة ذاتية

### في النادي
هو من مواليد الجديدة، تابع تكوينه في أكاديمية محمد السادس لكرة القدم.
وقع أول عقد احترافي له في غشت 2021، مع فريق الإتحاد الرياضي التوركي، وهو النادي الذي كان يلعب آنذاك في البطولة الإحترافية في القسم 2، قبل أن يصعد إلى القسم الأول مع نهاية موسم 2021-2022.
لعب أول مباراة له مع النادي في 7 أكتوبر 2022، عندما دخل أرضية الملعب في الدقيقة 46 بديلا من هشام خلوة ضد نادي شباب المحمدية (فاز فريقه  1-0)، وبعد تسعة أيام، ودائما في إطار البطولة الاحترافية المغربية خاض أول مباراة له أساسيا  ضد فريق حسنية  أكادير (فاز فريقه  2-1). وأنهى موسمه الاحترافي الأول  مع فريقه محتلا المركز الثامن في ترتيب البطولة الاحترافية المغربية 

### في المنتخب
وأُخْتِيرَ في مارس 2023، من قبل عصام الشرعي واُنتقي لأول مرة للعب مع المنتخب المغربي الأولمبي بمناسبة المباراة الودية ضد المنتخب الأولمبي  لساحل العاج في المركب الرياضي مولاي عبد الله في الرباط، حيث دخل أرضية الملعب في الدقيقة  69 بديلاً من اللاعب  عمر الهلالي (انهزم المنتخب المغربي 2-3).
واختاره المدرب طارق السكتيوي ضمن لائحة 22 لاعبا للمشاركة مع المنتخب الأولمبي المغربي للمشاركة في الألعاب الأولمبية 2024.
و تُوٍجَ هيثم منعوت مع المنتخب الأولمبي  المغربي بالميدالية البرونزية في الألعاب الأولمبية 2024 في صنف منافسات كرة القدم للرجال ، و احتل المركز الثالث بعد الهزيمة أمام المنتخب الأولمبي الاسباني(1 - 2) بملعب فيلودروم بمدينة مارسيليا في نصف النهاية يوم الاثنين 05 غشت 2024 ، وانتصر على المنتخب الأولمبي المصري يوم الخميس 08 غشت 2024  في مباراة تحديد المركز الثالث (0 - 6) بملعب  “لا ألبوجوار” بمدينة “نانت” الفرنسية,,.

## الانجازات
المغرب تحت 23
- برونزية كرة القدم الأولمبية : 2024[10]